# Lijst van historische recordtransfers voetbal
Dit is een lijst van voetballers die minimaal één recordtransfer op hun naam hebben.
Willie Groves was de eerste voetballer die een recordtransfer op z’n naam kreeg in 1893, simpelweg omdat hij de eerste speler was waar een transfersom voor betaald werd (€117,-).
Drie jaar later raakte Willie Groves zijn record kwijt aan Fred Wheldon, die in 1896 door Aston Villa werd gekocht van Birmingham City (destijds ‘Small Heath’) voor €500,- 
Bernabé Ferreyra is tot vandaag de dag (2025) nog altijd een recordaantal jaren de duurste voetballer ter wereld geweest. De transfersom van €27.000,- die in 1932 voor hem betaald werd door River Plate, werd pas 17 jaar later overtroffen.
Gareth Bale was de eerste speler waar meer dan honderd miljoen euro voor werd betaald. Real Madrid nam hem in 2013 over van Tottenham Hotspur voor €101.000.000,-
Neymar is vandaag de dag (2025) nog altijd de duurste voetballer ooit. Voor €222.000.000,- transfereerde hij in 2017 van FC Barcelona naar Paris Saint Germain.
Nederlanders die een recordtransfer op hun naam hebben gehad zijn: Johan Cruijff van 1973 tot 1975 en Ruud Gullit van 1987 tot 1990.

## Historische recordtransfers
| Nr. | Naam speler       | Van club             | Naar club           | Euro +/-        | Jaartal        |
| --- | ----------------- | -------------------- | ------------------- | --------------- | -------------- |
| 1   | Neymar            | FC Barcelona         | Paris Saint Germain | € 222.000.000,- | 2017 (8 jaar)  |
| 2   | Paul Pogba        | Juventus             | Manchester United   | € 105.000.000,- | 2016 (1 jaar)  |
| 3   | Gareth Bale       | Tottenham            | Real Madrid         | € 101.000.000,- | 2013 (3 jaar)  |
| 4   | Cristiano Ronaldo | Manchester United    | Real Madrid         | € 94.000.000,-  | 2009 (4 jaar)  |
| 5   | Zinedine Zidane   | Juventus             | Real Madrid         | € 77.500.000,-  | 2001 (8 jaar)  |
| 6   | Luis Figo         | FC Barcelona         | Real Madrid         | € 60.000.000,-  | 2000 (1 jaar)  |
| 7   | Hernan Crespo     | Parma                | Lazio Roma          | € 57.000.000,-  | 2000 (0 jaar)  |
| 8   | Christian Vieri   | Lazio Roma           | Internazionale      | € 46.500.000,-  | 1999 (1 jaar)  |
| 9   | Denilson          | Sao Paolo            | Real Betis          | € 31.500.000,-  | 1998 (1 jaar)  |
| 10  | Ronaldo           | FC Barcelona         | Internazionale      | € 26.500.000,-  | 1997 (1 jaar)  |
| 11  | Alan Shearer      | Blackburn Rovers     | Newcastle United    | € 18.000.000,-  | 1996 (1 jaar)  |
| 12  | Ronaldo           | PSV                  | FC Barcelona        | € 15.500.000,-  | 1996 (0 jaar)  |
| 13  | Gianluigi Lentini | Torino               | AC Milan            | € 15.000.000,-  | 1992 (4 jaar)  |
| 14  | Gianluca Vialli   | Sampdoria            | Juventus            | € 14.000.000,-  | 1992 (0 jaar)  |
| 15  | Jean-Pierre Papin | Marseille            | AC Milan            | € 11.500.000,-  | 1990 (2 jaar)  |
| 16  | Roberto Baggio    | Fiorentina           | Juventus            | € 9.000.000,-   | 1990 (0 jaar)  |
| 17  | Ruud Gullit       | PSV                  | AC Milan            | € 7.000.000,-   | 1987 (3 jaar)  |
| 18  | Diego Maradona    | FC Barcelona         | Napoli              | € 6.000.000,-   | 1984 (3 jaar)  |
| 19  | Diego Maradona    | Argentinos Juniors   | FC Barcelona        | € 3.500.000,-   | 1982 (2 jaar)  |
| 20  | Paolo Rossi       | Vicenza              | Juventus            | € 2.000.000,-   | 1976 (6 jaar)  |
| 21  | Giuseppe Savoldi  | Bologna              | Napoli              | € 1.500.000,-   | 1975 (1 jaar)  |
| 22  | Johan Cruijff     | Ajax                 | FC Barcelona        | € 1.000.000,-   | 1973 (2 jaar)  |
| 23  | Pietro Anastasi   | Varese               | Juventus            | € 600.000,-     | 1968 (5 jaar)  |
| 24  | Harald Nielsen    | Bologna              | Internazionale      | € 350.000,-     | 1967 (1 jaar)  |
| 25  | Angelo Sormani    | Mantova              | AS Roma             | € 300.000,-     | 1963 (4 jaar)  |
| 26  | Luis Suarez       | FC Barcelona         | Internazionale      | € 200.000,-     | 1961 (2 jaar)  |
| 27  | Omar Sivori       | River Plate          | Juventus            | € 108.000,-     | 1957 (4 jaar)  |
| 28  | Juan Schiaffino   | Penarol              | AC Milan            | € 84.000,-      | 1954 (3 jaar)  |
| 29  | Hans Jeppson      | Atalanta             | Napoli              | € 60.000,-      | 1952 (2 jaar)  |
| 30  | Jackie Sewell     | Notts County         | Sheffield Wednesday | € 40.000,-      | 1951 (1 jaar)  |
| 31  | Trevor Ford       | Aston Villa          | Sunderland          | € 35.000,-      | 1950 (1 jaar)  |
| 32  | Eddie Quigley     | Sheffield Wednesday  | Preston North End   | € 31.000,-      | 1949 (1 jaar)  |
| 33  | Johnny Moris      | Manchester United    | Derby County        | € 28.000,-      | 1949 (0 jaar)  |
| 34  | Bernabe Ferreyra  | Tigre                | River Plate         | € 27.000,-      | 1932 (17 jaar) |
| 35  | David Jack        | Bolton Wanderers     | Arsenal             | € 13.000,-      | 1928 (4 jaar)  |
| 36  | Bob Kelly         | Burnley              | Sunderland          | € 7.500,-       | 1925 (3 jaar)  |
| 37  | Warney Cresswell  | South Shields        | Sunderland          | € 6.500,-       | 1922 (3 jaar)  |
| 38  | Syd Puddefoot     | West Ham United      | Falkirk             | € 6.000,-       | 1922 (0 jaar)  |
| 39  | Tom Hamilton      | Kilmarnock           | Preston North End   | € 5.500,-       | 1921 (1 jaar)  |
| 40  | David Jack        | Plymouth Argyle      | Bolton Wanderers    | € 4.000,-       | 1920 (1 jaar)  |
| 41  | Percy Dawson      | Heart of Midlothian  | Blackburn Rovers    | € 3.000,-       | 1914 (6 jaar)  |
| 42  | Tommy Barber      | Bolton Wanderers     | Aston Villa         | € 2.500,-       | 1913 (1 jaar)  |
| 43  | Daniel Shea       | West Ham United      | Blackburn Rovers    | € 2.500,-       | 1913 (0 jaar)  |
| 44  | Alf Common        | Sunderland           | Middlesbrough       | € 1.000,-       | 1905 (8 jaar)  |
| 45  | Andy McCombie     | Sunderland           | Newcastle United    | € 800,-         | 1904 (1 jaar)  |
| 46  | Alf Common        | Sheffield United     | Sunderland          | € 600,-         | 1904 (0 jaar)  |
| 47  | Ben Green         | Barnsley             | Birmingham City     | € 580,-         | 1903 (1 jaar)  |
| 48  | Fred Wheldon      | Birmingham City      | Aston Villa         | € 500,-         | 1896 (7 jaar)  |
| 49  | Willie Groves     | West Bromwich Albion | Aston Villa         | € 117,-         | 1893 (3 jaar)  |